# 언브레이크 마이 하트
《언브레이크 마이 하트》(영어: Unbreak My Heart)는 2023년 방영된 필리핀의 텔레비전 드라마이다.